# 아이팟 하이파이

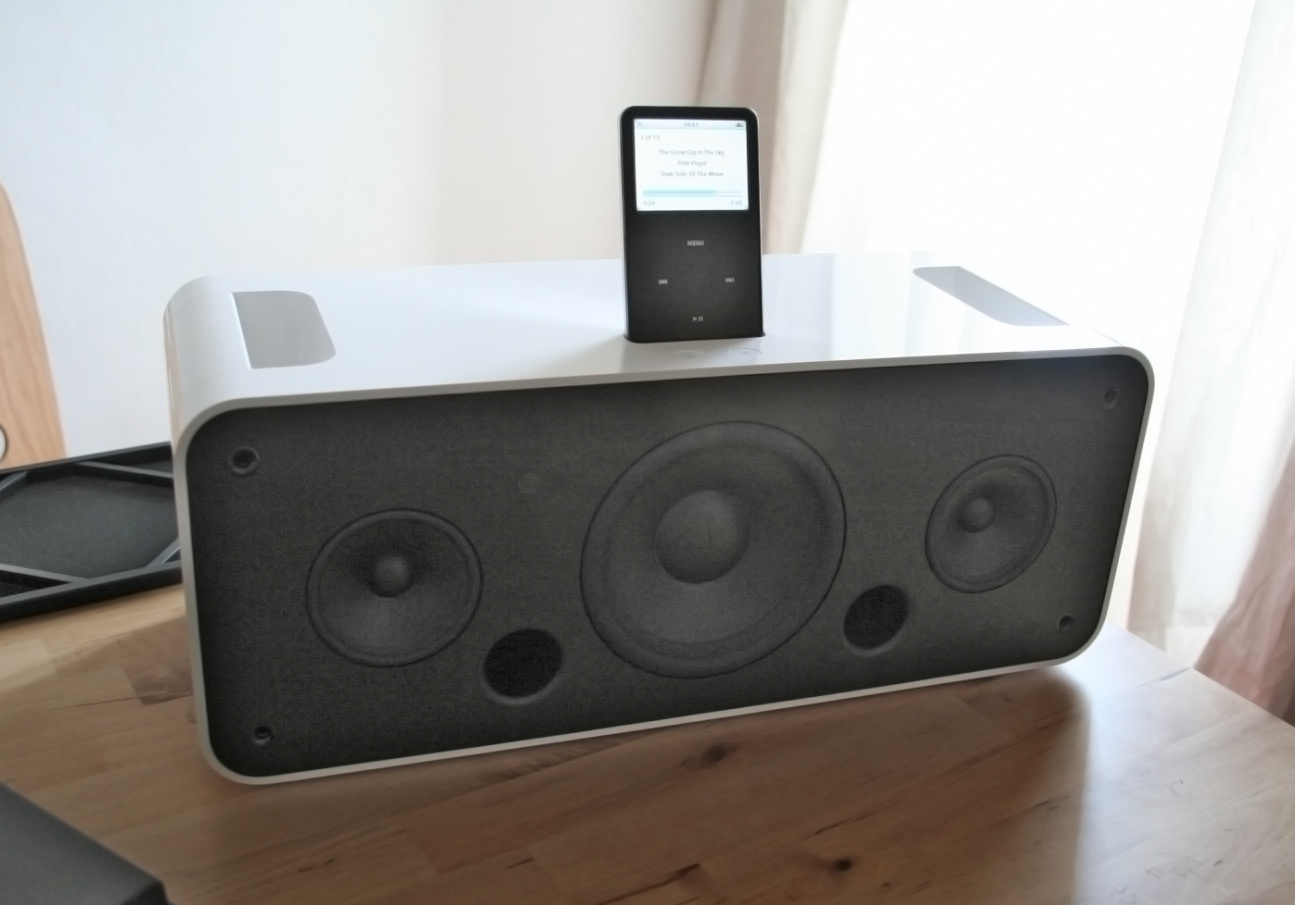

아이팟 하이파이(iPod Hi-Fi)는 애플이 개발하고 제조했던, 지금은 개발이 중단된 스피커 시스템이다. 2006년 2월 28일 아이팟, 디지털 뮤직 플레이어와 함께 사용하기 위해 출시됐다. 이 아이팟 하이파이의 소매가는 애플 스토어 기준으로 349US$였으며 2007년 9월 5일 생산이 중단되었다.

## 같이 보기
- 홈팟
- 홈팟 미니